# تورکو ایر
تورکو ایر (به انگلیسی: Turku Air) یک شرکت هواپیمایی است که در تاریخ ۱۹۷۴ میلادی تأسیس شده است. دفتر مرکزی تورکو ایر در تورکو، فنلاند واقع شده‌است و قطب این شرکت هواپیمایی در فرودگاه تورکو قرار دارد و به ۳ مقصد، پرواز مستقیم انجام می‌دهد.